# Karlijn Petri
Karlijn Petri (Maassluis, 5 november 1978) is een voormalig hockeyspeler en huidig hockeycoach.
Petri speelde in haar hockeyverleden voor Pollux uit Vlaardingen. Ze speelde daarna in de Nederlandse hoofdklasse voor HC Rotterdam en HV Victoria. De laatste jaren van haar carrière als hockeyspeler kwam ze uit voor Victoria in de Overgangsklasse. 
Petri kwam ook uit voor de Nederlandse vrouwenploeg. Met het nationale team werd ze Europees kampioen in 1999 en behaalde zilver bij de  Champions Trophy van 1999 en 2001 evenals het wereldkampioenschap van 2002.
Sinds 2011 is Petri als speler gestopt en is ze de dames van Victoria gaan coachen. Tussen 2017 en 2020 trainde ze het eerste damesteam van Schiedam.

## Internationale erelijst
- Europees kampioenschap 1999:
- Champions Trophy 1999:
- Champions Trophy 2001:
- Wereldkampioenschap 2002: